# كيلي كارترايت
كيلي كارترايت (بالإنجليزية: Kelly Cartwright) هي منافسة ألعاب قوى أسترالية، ولدت في 22 أبريل 1989.

## روابط خارجية
- كيلي كارترايت على موقع النتائج التاريخية لألعاب القوى الأسترالية (الإنجليزية)
- كيلي كارترايت على موقع Paralympic.org (الإنجليزية)